# گنسئو (کانزاس)
گنسئو (به انگلیسی: Geneseo) شهری در ایالت کانزاس کشور ایالات متحده آمریکا است که جمعیت آن در سرشماری سال ۲۰۱۰ میلادی، ۲۶۷ نفر بوده‌است.